# Rachel Griffiths
Rachel Anne Griffiths (Melbourne, 1968 –) Golden Globe-díjas ausztrál színésznő.
A Sírhant művek és a Testvérek című tévésorozatok tették híressé. Az Ausztrália Rendje kitüntetés birtokosa (AM). 

## Fiatalkora
1968-ban született Melbourne-ben, Ausztráliában. Édesapja 11 éves korában hagyta el a családot. Édesanyja rajztanár, később művészeti tanácsadó, Griffiths-nek két fiútestvére van.
Griffith a Melbourne-i Egyetemen filozófiát tanult, majd a Victoria School of the Art dráma szakára járt.  A főiskola után a Woolly Jumpers Theater Company vándorló ifjúsági társulattal, valamint a Melbourne Theater Companyval kezdett dolgozni, ahol számos drámában szerepelt.

## Pályafutása
1991-ben szerzett magának hírnevet, amikor megírta a "Barbie Gets Hip" című rövidfilm forgatókönyvét és szerepelt is benne. A művet a Melbourne-i Nemzetközi Filmfesztiválon is vetítették. Néhány tévéfilmben is szerepelt, mielőtt megkapta Rhonda, Toni Collette segítője szerepét P. J. Hogan Muriel esküvője című filmjében (1994), amiért elnyerte az Ausztrál Filmintézet legjobb női mellékszereplőnek járó díját. Ezek a sikerek lendületet adtak karrierjének, és számos drámai és komikus szerepet kapott tengerentúli produkciókban. 1997-ben debütált az amerikai moziban P. J. Hogan második, Álljon meg a nászmenet! című rendezésében. 1998-ban Emily Watsonnal játszott a Hilary és Jackie című életrajzi filmben, amiért Oscar-díjra jelölték.
2001 őszén Griffiths elvállalta első nagyobb televíziós sorozatszerepét: Alan Ball HBO-sorozatának, a Sírhant műveknek a csapatába került. Griffith öt éven át maradt a sorozatban, és a kritikusok elismerését is elnyerte. Eközben továbbra is szerepelt és kölcsönözte a hangját a filmvásznon és videofilmekben, mielőtt visszatért a tévéhez, hogy a Testvérek főszerepét játssza Sally Field és Calista Flockhart társaságában.

## Magánélete
2002-ben feleségül ment Andrew Taylor festőművészhez, akitől három gyermeke született.

## Filmográfia

### Film
| Év   | Magyar cím                          | Eredeti cím                                  | Szerep                                         | Magyar hang      |
| ---- | ----------------------------------- | -------------------------------------------- | ---------------------------------------------- | ---------------- |
| 1994 | Muriel esküvője                     | Muriel's Wedding                             | Rhonda                                         | Kiss Eszter      |
| 1996 | Cosí – Bolondos dallamok            | Cosi                                         | Lucy                                           |                  |
| 1996 | A forradalom gyermekei              | Children of the Revolution                   | Anna                                           |                  |
| 1996 | Lidércfény                          | Jude                                         | Arabella                                       | Madarász Éva     |
| 1996 | A múlt csapdájában                  | To Have & to Hold                            | Kate                                           |                  |
| 1997 | Woop Woop – Az isten háta mögött    | Welcome to Woop Woop                         | Sylvia                                         | Makay Andrea     |
| 1997 | Gyilkosságra nevelve                | My Son the Fanatic                           | Bettina / Sandra                               |                  |
| 1997 | Álljon meg a nászmenet!             | My Best Friend's Wedding                     | Samantha Newhouse                              |                  |
| 1997 |                                     | Amy                                          | Tanya Rammus                                   |                  |
| 1998 |                                     | Among Giants                                 | Gerry                                          |                  |
| 1998 | Elválni Jacktől                     | Divorcing Jack                               | Lee Cooper                                     |                  |
| 1998 | Hilary és Jackie                    | Hilary and Jackie                            | Hilary Du Pré                                  | Györgyi Anna     |
| 1999 | Én meg én és újra én!               | Me Myself I                                  | Pamely Drury                                   |                  |
| 2001 | Fújd szárazra, édes!                | Blow Dry                                     | Sandra                                         | Hámori Eszter    |
| 2001 | Betépve                             | Blow                                         | Ermine Jung                                    | Juhász Judit     |
| 2001 | Ízig-vérig Annie Mary               | Very Annie Mary                              | Annie Mary Pugh                                | Haumann Petra    |
| 2002 | Későn kezdő                         | The Rookie                                   | Lorri Morris                                   | Balázsovits Edit |
| 2002 | Kemény meló                         | The Hard Word                                | Carol                                          | Spilák Klára     |
| 2003 | Ned Kelly – A törvényen kívüli      | Ned Kelly                                    | Susan Scott                                    | Csampisz Ildikó  |
| 2006 | Step Up                             | Step Up                                      | Gordon igazgatónő                              | Hámori Eszter    |
| 2009 | Gyönyörű Kate                       | Beautiful Kate                               | Sally / Ned testvére                           |                  |
| 2011 |                                     | Burning Man                                  | Miriam                                         |                  |
| 2012 | Ellenállók: A Julian Assange sztori | Underground: The Julian Assange Story        | Christine Assange                              | Götz Anna        |
| 2013 |                                     | Patrick: Evil Awakens                        | Matron Cassidy                                 |                  |
| 2013 | Banks úr megmentése                 | Saving Mr Banks                              | Ellie néni                                     | Söptei Andrea    |
| 2016 |                                     | Mammal                                       | Margaret                                       |                  |
| 2016 | A fegyvertelen katona               | Hacksaw Ridge                                | Bertha Doss                                    | Györgyi Anna     |
| 2016 |                                     | The Osiris Child: Science Fiction Volume One | Lynex ezredes                                  |                  |
| 2017 | Ne mondd el!                        | Don't Tell                                   | Joy Connolly                                   |                  |
| 2019 |                                     | Ride Like a Girl                             | antennát tartó apáca (stáblistán nem szerepel) |                  |
| 2020 |                                     | Strangers to the World                       | Etty Hillesum                                  |                  |
| 2022 | A sellő és a Napkirály              | The King's Daughter                          | apácafőnöknő                                   |                  |
| 2023 | Imádlak utálni                      | Anyone But You                               | Innie                                          | Bertalan Ágnes   |

### Televízió
| Év        | Magyar cím                       | Eredeti cím                 | Szerep                   | Megjegyzések                                            |
| --------- | -------------------------------- | --------------------------- | ------------------------ | ------------------------------------------------------- |
| 1992      |                                  | Fast Forward                | statiszta                | 1 epizód                                                |
| 1993–1994 |                                  | Secrets                     | Sarah Foster             | főszereplő                                              |
| 1994      |                                  | Jimeoin                     | több szerep              | 8 epizód                                                |
| 1995      | Mentőosztag                      | Police Rescue               | Shelley                  | 1 epizód                                                |
| 1998      | Rablóból pandúr                  | Once a Thief                | Miranda                  | 1 epizód                                                |
| 1998      | Mióta elmentél…                  | Since You've Been Gone      | Sally Zalinsky           | tévéfilm                                                |
| 2001–2005 | Sírhant művek                    | Six Feet Under              | Brenda Chenowith         | - főszereplő (60 epizód) - magyar hangja: - Radó Denise |
| 2004      |                                  | Plainsong                   | Maggie Jonas             | tévéfilm                                                |
| 2005      |                                  | Angel Rodriguez             | Nicole                   | tévéfilm                                                |
| 2006–2011 | Testvérek                        | Brothers & Sisters          | Sarah Walker             | főszereplő                                              |
| 2008      | Komancsok holdja                 | Comanche Moon               | Inez Scull               | minisorozat (3 epizód)                                  |
| 2010      | Veszett ügyek                    | Rake                        | Eddie Langhorn           | 1 epizód                                                |
| 2013      | Lapóriások: A magazinok háborúja | Paper Giants: Magazine Wars | Dulcie Boling            | minisorozat (2 epizód)                                  |
| 2013      | Mámor tábor                      | Camp                        | Mackenzie "Mack" Granger | főszereplő                                              |
| 2014      | Született férjek                 | House Husbands              | Belle                    | főszereplő (7 epizód)                                   |
| 2015      |                                  | Deadline Gallipoli          | Lady Hamilton            | minisorozat (2 epizód)                                  |
| 2016      |                                  | Indian Summers              | Sirene                   | 3 epizód                                                |
| 2016      |                                  | Barracuda                   | Samantha Taylor          | 4 epizód                                                |
| 2016      |                                  | Little Acorns               | Szülői Bizottság elnöke  | ismeretlen epizódok                                     |
| 2017      |                                  | When We Rise                | Diane Jones              | minisorozat (4 epizód)                                  |
| 2018      |                                  | Dead Lucky                  | Grace Gibbs              | minisorozat (4 epizód)                                  |
| 2019–2023 |                                  | Total Control               | Rachel Anderson          | főszereplő                                              |
| 2020–2022 | A vadak                          | The Wilds                   | Gretchen Klein           | főszereplő                                              |
| 2021–2022 |                                  | Aftertaste                  | Margot / Margot Duplass  | főszereplő                                              |
| 2022      |                                  | Bali 2002                   | Dr. Fiona Wood           | minisorozat (4 epizód)                                  |
| 2024      |                                  | Madam                       | McKenzie Leigh           | főszereplő                                              |

## Színházi szerepek
| Év      | Cím                 | Szerep       | Színház       |
| ------- | ------------------- | ------------ | ------------- |
| 2011–12 | Other Desert Cities | Brooke Wyeth | Booth Theatre |

## Fontosabb díjak és jelölések
| Év   | Cím              | Díj                     | Kategória                                                                  | Eredmény |
| ---- | ---------------- | ----------------------- | -------------------------------------------------------------------------- | -------- |
| 1999 | Hilary és Jackie | Oscar-díj               | legjobb női mellékszereplő                                                 | Jelölve  |
| 1999 | Hilary és Jackie | Screen Actors Guild-díj | legjobb női mellékszereplő                                                 | Jelölve  |
| 2002 | Sírhant művek    | Golden Globe-díj        | legjobb női mellékszereplő (televíziós sorozat, minisorozat vagy tévéfilm) | Elnyerte |
| 2002 | Sírhant művek    | Primetime Emmy-díj      | legjobb női főszereplő (drámasorozat)                                      | Jelölve  |
| 2002 | Sírhant művek    | Screen Actors Guild-díj | legjobb szereplőgárda (drámasorozat) (megosztva)                           | Jelölve  |
| 2003 | Sírhant művek    | Golden Globe-díj        | legjobb női főszereplő (drámasorozat)                                      | Jelölve  |
| 2003 | Sírhant művek    | Primetime Emmy-díj      | legjobb női mellékszereplő (drámasorozat)                                  | Jelölve  |
| 2003 | Sírhant művek    | Screen Actors Guild-díj | legjobb szereplőgárda (drámasorozat) (megosztva)                           | Elnyerte |
| 2004 | Sírhant művek    | Screen Actors Guild-díj | legjobb szereplőgárda (drámasorozat) (megosztva)                           | Elnyerte |
| 2005 | Sírhant művek    | Screen Actors Guild-díj | legjobb szereplőgárda (drámasorozat) (megosztva)                           | Jelölve  |
| 2006 | Sírhant művek    | Screen Actors Guild-díj | legjobb szereplőgárda (drámasorozat) (megosztva)                           | Jelölve  |
| 2007 | Testvérek        | Golden Globe-díj        | legjobb női mellékszereplő (televíziós sorozat, minisorozat vagy tévéfilm) | Jelölve  |
| 2007 | Testvérek        | Primetime Emmy-díj      | legjobb női mellékszereplő (drámasorozat)                                  | Jelölve  |
| 2008 | Testvérek        | Golden Globe-díj        | legjobb női mellékszereplő (televíziós sorozat, minisorozat vagy tévéfilm) | Jelölve  |
| 2008 | Testvérek        | Primetime Emmy-díj      | legjobb női mellékszereplő (drámasorozat)                                  | Jelölve  |